# Коммунистическая партия Бангладеш
Коммунистическая партия Бангладеш (КПБ; бенг. বাংলাদেশের কমিউনিস্ট পার্টি) — коммунистическая партия в Бангладеш.

## История
Создана в 1948 году в составе Коммунистической партии Пакистана на базе организаций Коммунистической партии Индии, расположенных на отошедшей к Пакистану территории Восточной Бенгалии. Коммунисты Восточного Пакистана пользовались наибольшей поддержкой населения по сравнению с другими частями Пакистана. До апреля 1971 года носила имя Коммунистической партии Восточного Пакистана.
С момента создания партия подвергалась давлению со стороны руководства Пакистана. В 1956 году партия была запрещена, а часть активистов арестована. Находясь в подполье, партия провела конференции в 1956 году (избран Центральный Комитет) и в 1968 году (в Дакке; приняты новые Программа и Устав). Последняя конференция (IV конференция Восточно-Пакистанского провинциального комитета) была объявлена I съездом отдельной Коммунистической партии Восточного Пакистана.
Осенью 1968 года — весной 1969 года партия включилась в движение за демократизацию общественной жизни Пакистана, в вооружённую борьбу против режима Яхья Хана. При содействии компартии в 1971 году на территории бывшего Восточного Пакистана была провозглашена Народная Республика Бангладеш.
КПБ активно включилась в строительство нового суверенного государства. Партия одобрила новую Конституцию страны, созданную под руководством Муджибура Рахмана и вступившую в силу 16 декабря 1972 года. Под руководством КПБ был создан Центр профессиональных союзов. На II съезде (1973) был избран ЦК в составе 26 человек, председателем партии был избран Мони Сингх, а генеральным секретарём — Мухаммед Фархад.
В 1975 году вместе с Авами лиг вошла в единую партию БАКСАЛ, распущенную после переворота 15 августа 1975 года.
В обстановке череды государственных переворотов в 1975—1976 и в 1977—1978 годах партия запрещалась властями. Партия принимала участие во всеобщих выборах 1978 года. В 1980 году вновь подверглась репрессиям.
В феврале 1980 года на III съезде КПБ была принята новая программа «Путь Бангладеш к социализму».
В 1980-е годы вошла в состав коалиции против военного правления Хуссейна Эршада. На выборах 1986 и 1990 годов партия получала по 5 мест.
В 1993 году руководство партии выступило с идеей её объединения с либеральными силами. После того, как Чрезвычайный съезд отверг эти предложения, в КПБ разгорелась внутрипартийняя борьба, закончившаяся в 1995 году победой марксистов.
26 февраля 2010 Коммунистическая партия Бангладеш и Рабочая партия Бангладеш (восстановленная) объединились в единую партию, сохранившую название Коммунистическая партия Бангладеш. Таким образом, был преодолён 44-летний раскол между партиями, вызванный советско-китайскими разногласиями в 1960-е годы.

## Структура и платформа
Партия придерживается марксизма-ленинизма и революционного интернационализма и видит своей задачей построение социализма. В основе организационной структуры лежат принципы демократического централизма.
Руководящая роль в партии принадлежит Съезду партии, проводимому раз в четыре года. Съезд избирает Центральный Комитет, являющийся руководящим органом в период между съездами.
В августе 2008 года IX съездом КПБ был избран новый ЦК в составе 51 человек, в свою очередь избравший Президиум в составе 9 человек и Центральную контрольную комиссию из 4 человек. Совещательным и вспомогательным органом является собираемый раз в год Национальный совет в составе 191 человек.
КПБ имеет свои организации в 62 из 64 провинциях Бангладеш. Члены партии организованы в первичные отделения. Первичные отделения формируют «группы активистов», ведущие работу с кадрами для вступления их в партию. Существует также система «ассоциированных членов» партии, охватывающая сторонников КПБ.
Члены партии ведут работу в профсоюзных и массовых организациях сельхозрабочих и крестьян, женщин, молодёжи и студентов, учителей, врачей, юристов, национальных меньшинств, культурных организациях.
Печатный орган — еженедельная газета «Экота».

## Руководители
- Абдус Салам (руководитель КП Восточного Пакистана, Бангладеш в 1968 — декабре 1973)
- Мони Сингх (председатель ЦК КП Бангладеш в 1973—1987)
- Мухаммед Фархад (генеральный секретарь ЦК КП Бангладеш в декабре 1973—1987)
- Сайфуддин Ахмед Маник (руководитель КП Бангладеш с января 1988)
- Манзурул Ахасан Хан (председатель КП Бангладеш с мая 2003)
- Муджхидул Ислам Селим (генеральный секретарь КП Бангладеш с мая 2003)